# Trasmediterránea
La Companyia Transmediterrània és una companyia naval espanyola dedicada al transport marítim de persones i de mercaderies en trajectes regulars per ferri. Des del 2013 el seu nom és Trasmediterránea. La seu social és a la ciutat de Madrid.

## Història
La naviera va ser fundada el 25 de novembre de 1916 amb la fusió de les empreses de José Juan Dómine, Vicent Ferrer, Joaquim Tintoré i Enrique García. Les empreses eren la Companyia Valenciana de Vapors Correus d'Àfrica (18 vaixells i 22.369 tones), Ferrer Peset Germans, de València (15 vaixells i 17.410 tones), Línia de Vapors Tintoré, de Barcelona (7 vaixells i 9.767 tones) i la Societat Navegació i Indústria, de Barcelona (5 vaixells i 4.974 tones). L'accionista principal era el financer mallorquí Joan March i Ordinas.
En començar la seva activitat, l'1 de gener de 1917, la seu era a Barcelona i tenia una flota de 45 vaixells. Es va fer càrrec de les línies marítimes de sobirania que tenien adjudicades les dues primeres navilieres esmentades.
En el seu primer any d'existència comprà dues navilieres més: la Compañía Anónima de Vapores Vinuesa, de Sevilla, i la Companyia Marítima de Barcelona. El 1918 comprà dues altres navilieres: la Companyia Marítima de Maó i la Isleña Marítima Companyia Mallorquina de Vapors. L'adquisició de La Isleña topà amb l'oposició d'importants sectors econòmics i socials de Mallorca, però malgrat tot Joan March se'n sortí amb la seva: adquirí moltes accions de La Isleña que cedí a la Transmediterrània. El 1918 la Transmediterrània controlà la Isleña i tres consellers seus ja ho eren de la naviliera mallorquina. La Isleña es convertí amb una filial i aviat els vaixells de la Transmediterrània feren les línies entre la Península i les Balears així com entre les illes.
Aquestes quatre darreres navilieres tenien 25 vaixells i 31.214 tones. La flota de la Transmediterrània estava formada per 70 vaixells de diferents mides i edats —tots eren vapors— ja que encara no hi havia motonaus. D'aquesta manera, el transport marítim esdevenia un veritable monopoli que concentrava totes les línies de sobirania.

## L'expansió de la companyia
El 1921 la seu central es traslladà a Madrid, però el mateix any la direcció es traslladà a València. El mateix any comprà La Fertilitzadora, empresa de fosfats i productes petroliers. Altres empreses que passaren a ser filials de la Transmediterrània foren: Petrolis Porto Pí S.A., La Unió Naval de Llevant, Drassanes de Tarragona, Casa Fried Krupp Germania Werke. En la Guerra Civil espanyola les seves naus foren emprades com a vaixells auxiliars de la marina de guerra dels dos exèrcits.

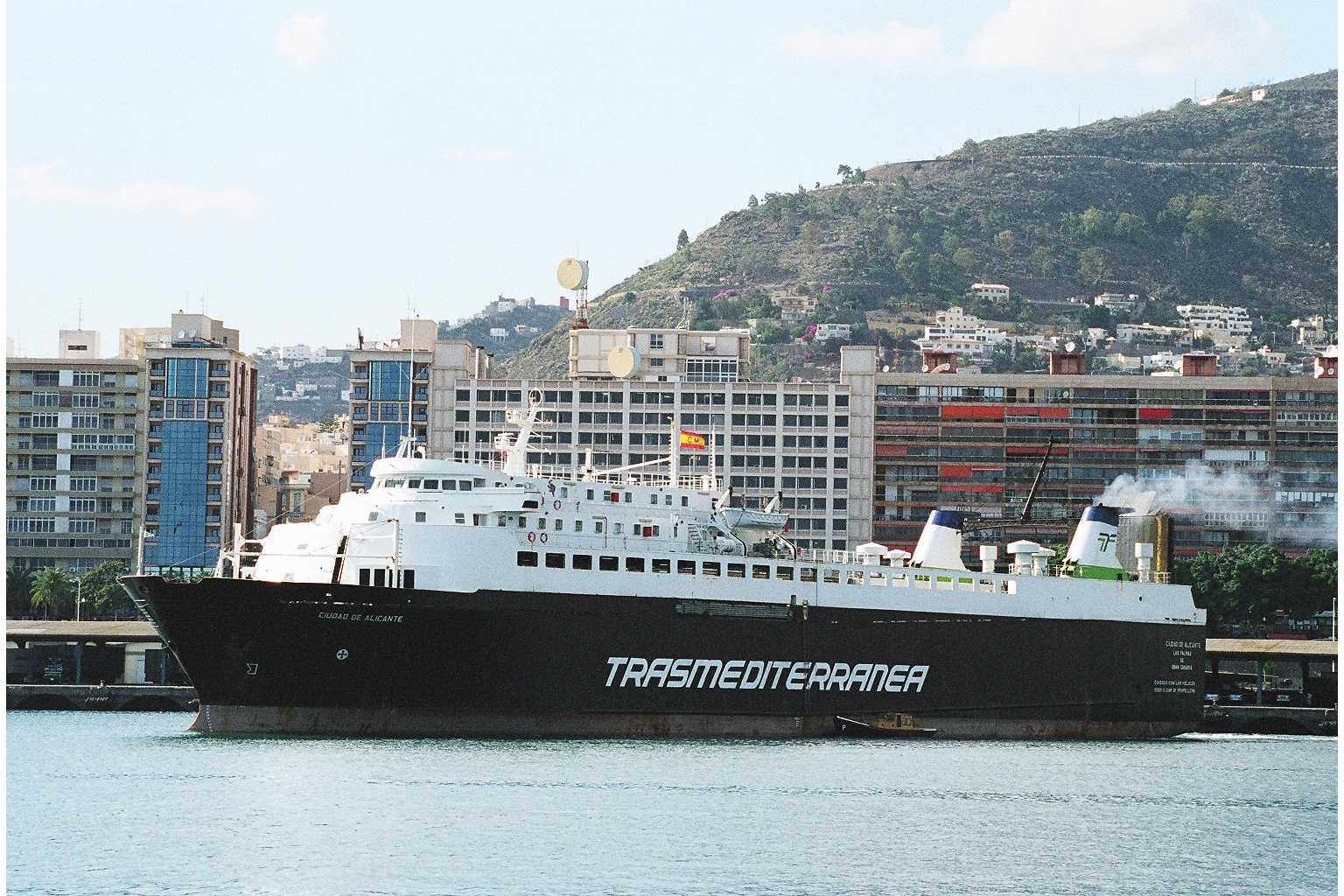
El vaixell Ciudad de Alicante de Trasmediterránea al Port de Sevilla

De 1921 a 1998, any en què es liberalitzà el sector, va mantenir un total monopoli a les línies que unien la península amb les illes i el nord d'Àfrica. El 1939 s'incorporà al consell d'administració Joan March i Ordinas. El 1949 es restablí la delegació de la companyia a Palma.

## Estatalització i privatització
L'any 1978 passà a ser una societat estatal i aquest fou el seu estatus fins que fou reprivatitzada pel govern de José María Aznar el 2002. La SEPI adjudicà la Transmediterrània al consorci format per Acciona Logística (60%), Caixa d'Estalvis de la Mediterrània, Companyia de Remolcadors Ibaizábal, Agrupació Hotelera Dóliga, Subministraments Eivissa i Naviliera Armas.
El 2021 es va anunciar un acord entre el Grup Grimaldi i el Grup Armas Trasmediterránea per a la venda al Grup Grimaldi a través de la nova empresa Trasmed Grimaldi Logistics Spain amb Ettore Morace com a conseller delegat, de cinc vaixells ro-pax (Ciudad de Palma, Ciudad de Granada, Ciudad de Mahón, Volcán del Teide i Volcán de Tijarafe), així com dues terminals als ports de València i Barcelona, i oficines situades a les illes de Mallorca, Menorca i Eivissa. L'acord també preveia la compra per part del Grup Grimaldi dels drets d'operació entre l'Espanya peninsular i les Illes Balears per al transport de mercaderies i viatgers a les rutes marítimes Barcelona - Maó, Barcelona - Palma, Barcelona - Eivissa, València - Maó, València - Palma i València - Eivissa

## Renovació de la companyia
La dècada dels 80 ve marcada per la incorporació de l'alta velocitat per a passatgers amb els primers jet-foil (Princeses Guayarmina i Princesa Guacimara) que van revolucionar les comunicacions entre les dues capitals de l'arxipèlag canari; i els hidrofoils que van navegar també a l'Estret.
En els anys 90, es comencen a construir a les drassanes de Bazán dels primers Fast Ferry, el vaixell més ràpid i lleuger de passatgers i vehicles d'Europa en aquests anys (el 1994 el Alcántara opera les línies Tarragona-Palma, Eivissa-Palma i València-Palma, i el 1996 el fast ferri Almudaina s'incorpora a Barcelona-Palma). S'organitza la descentralització de l'activitat de la companyia en tres zones: Balears, Sud Estret i Canàries.
El 1994 el vaixell Don Joan comença a fer creuers per la Mediterrània occidental i per l'Atlàntic (Canàries, Madeira i el Marroc) a través de la companyia Schembri, del grup Trasmediterránea.
El 1996 la companyia se certifica sobre la base de les Normes ISO 9001 de Qualitat; tres anys abans havia obtingut la certificació del Sistema de Gestió Tècnica i Seguretat de la Flota que converteix Trasmediterránea en la primera naviliera espanyola certificada en matèria de qualitat. El 1997 s'inaugura a Barcelona la primera estació marítima de la companyia, a la qual seguiran les de València i Las Palmas de Gran Canària.
El 2000 s'incorporen a les línies de Balears els Superferries Sorolla i Fortuny, i el 2001 el vaixell Murillo. Comença la incorporació dels vaixells més moderns d'alta velocitat, els catamarans de la sèrie Milenium a les comunicacions de les Balears i Sud Estret, ia més de passatge i vehicles ofereixen un servei exprés per a la càrrega. També a partir de l'any 2000 s'obren nous mercats de passatge i càrrega Almeria-Nador (Marroc) i Almeria-Ghazaouet (Algèria).
L'11 de gener de 2002, Trasmediterránea resulta adjudicatària dels concursos per a prestar els serveis de línies marítimes d'interès públic durant els següents cinc anys, que per primera vegada es realitza per façanes: península-Balears, península-Canàries i península-Ceuta i Melilla. Des de 2003, la nova filial Trasmediterranea Càrrec, aporta un servei integral «porta a porta» per a la càrrega, emmagatzematge i transport per carretera que s'embarca en els vaixells de la companyia.
Al novembre de 2006, el Milenium Tres, procedent de Tasmània, arriba a Algesires i dies després es presenta a Màlaga i a Melilla. El 2009 s'inaugura la nova Terminal de Ferri de Barcelona, operada per Trasmediterránea en règim de concessió fins a l'any 2029, que dona servei a la companyia i altres navilieres.
El 2010 s'incorporen a la flota de càrrega dels nous vaixells de càrrega horitzontal (ro-ro) majors del mercat, construïts a Navantia, Jose Maria Entrecanales i Super Fast Balears. També el 2010 es canvia l'operativa del port de la ciutat de Tànger al nou port de Tànger-Med, reduint de manera considerable la durada de la travessia des d'Algesires.
El 2011 s'inaugura la nova terminal de càrrega horitzontal (ro-ro) i de passatgers de Trasmediterránea a Cadis. L'agost de 2012 es crea la Unitat de Creuers per potenciar l'activitat d'operador i consignatari de creuers que la companyia desenvolupa al Port de València on porta atesos més de 3,5 milions de creueristes en els últims dotze anys.
El 2012 i 2013 es signen acords amb les principals agrupacions canàries (Coplaca i Agriten) de productors de plàtans per transportar la producció per mar a la península i Balears, fins a 2017 així com amb Gefco per al transport de vehicles a Balears i Canàries. S'obren en 2012 les noves línies de càrrega Sevilla-Canàries i de càrrega i passatgers València-Eivissa.
Trasmediterránea ha estat pionera a oferir un bitllet intermodal per al transport marítim i per carretera. El fet més recent en aquest àmbit ha estat l'acord, el gener de 2014, amb Movelia per integrar els seus sistemes i permetre la venda des de les dues companyies de bitllets combinats autobús i vaixell. El 16 de desembre de 2014 es nomena nou director general de Trasmediterránea l'enginyer naval Mario Quero.
El 28 d'abril de 2015 el vaixell noliejat Sorrento que cobria la seva ruta habitual entre València i Palma va patir un fatal incendi a bord que va obligar a evacuar tots el passatgers i la tripulació. Quan es trobava a 18 milles de la costa de Mallorca -menys d'una hora després d'haver sortit del port de Palma- es va declarar un incendi a la coberta número 4, destinada a càrrega rodada. L'evacuació es va produir gràcies a la col·laboració de Salvament Marítim i la naviliera Baleària, la competència directa. Els primers vaixells que van acudir van ser el Marta Mata i la Salvamar Acrux (Salvament Marítim) i els Ro-pax Visemar One i Pulla (Baleària), que van recollir a tots els passatgers i tripulants del vaixell incendiat portant-los al port de Palma. Només es va haver de lamentar 4 ferits, un de gravetat que va ser traslladat a l'Hospital Son Espases de Palma a través d'un helicòpter Helimer de SM. Afortunadament el va incendiar es va poder extingir abans que els danys materials al vaixell acabessin amb l'enfonsament. El vaixell va ser remolcat inicialment pel Clara Campoamor, un dels més grans vaixells de Salvament Marítim que es va desplaçar des de Cartagena (el seu port base), fins al port de Sagunt (Comunitat Valenciana), on la naviliera propietària (el grup Grimaldi Lines) es va fer càrrec d'ell.

## Flota

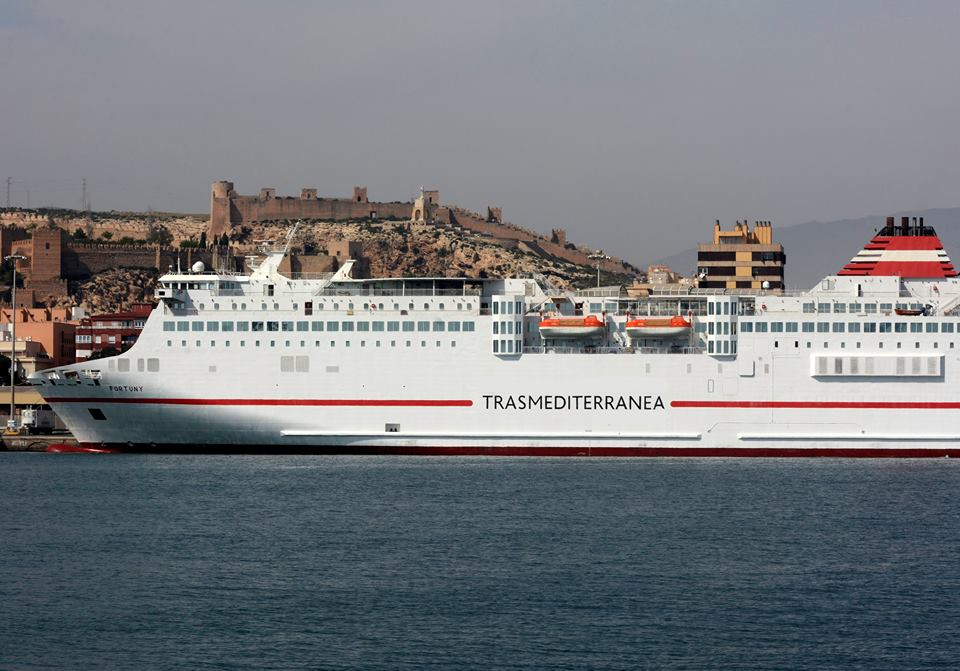
Superferry Fortuny

### Alta velocitat

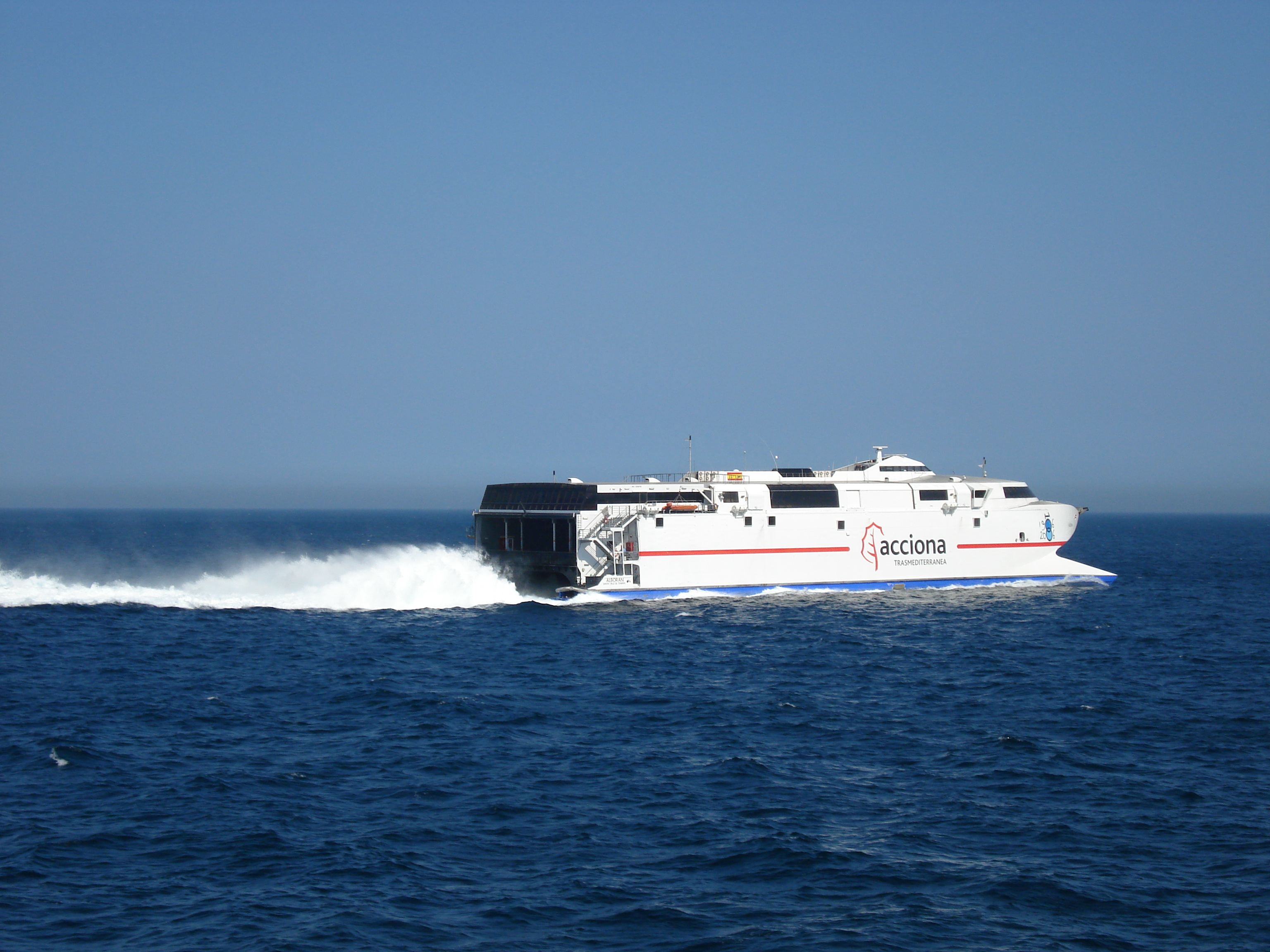
Catamaran d'alta velocitat Alboràn

- Ciudad de Ceuta
- Almudaina Dos
- Alcantara Dos
- Alborán

### Superferries
- Sorolla
- Fortuny
- Volcan De Tinamar

### Transbordadors
- Juan J. Sister
- Zurbarán
- Ciudad de Málaga
- Las Palmas de Gran Canaria
- Albayzin (nova adquisició, antic flet)
- Tenacia (flet)
- Forza (flet)
- Snav Adriático (flet)
- Vronskiy (flet)
- Almariya (abans Isabella I) (nueva adquisición, antic flet)

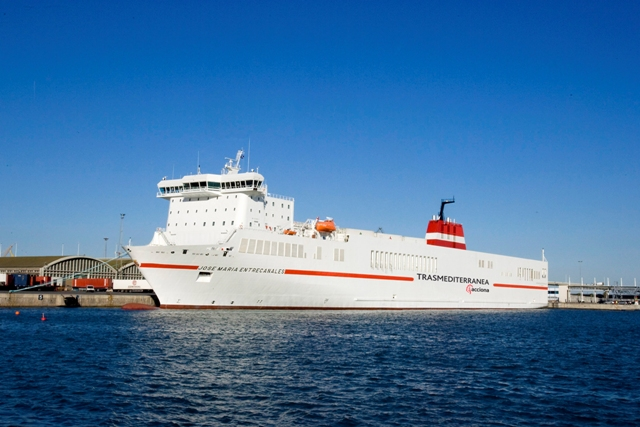
Vaixell de càrrega José Maria Entrecanales

- Nura Nova (flet)
- Dimonios (flet)Vaixell de càrrega José Maria Entrecanales

### Vaixells de càrrega
- José María Entrecanales
- Super Fast Levante
- Super Fast Baleares
- Super Fast Galícia

## Connexions
Trasmediterranea realitza rutes en les franges de la Mediterrània, Canàries i Sud-Estret.

### Mediterrani
- Barcelona-Eivissa (ciutat)* Barcelona-Maó* Barcelona-Palma * Barcelona-Formentera (amb transbord)* Palma-Eivissa (ciutat) -Palma
- Palma-Maó-Palma
- València-Eivissa (ciutat)
- València-Maó (via Palma)
- València-Palma
- València-Formentera (amb transbord)
- Alcúdia-Ciutadella
- Gandia-Sant Antoni

### Canàries
- Cadis-Escull
- Cadis-Las Palmas (via Escull)
- Cadis-S.C. de Tenerife (via Las Palmas)
- Cadis-S.C. de la Palma (via Arrecife, Las Palmas i S.C. Tenerife)
- Cadis-Fuerteventura- (via Arrecife, Las Palmas, S.C. Tenerife i S.C. de la Palma)
- Escull-Las Palmas
- Escull-S.C. Tenerife (via Las Palmas)
- Escull-S.C. de la Palma (via Las Palmas i S.C. de Tenerife)
- Escull-Fuerteventura (via Las Palmas, S.C. de Tenerife i S.C. de la Palma)
- Las Palmas-S.C. Tenerife
- Las Palmas-S.C. de la Palma (via S.C Tenerife)
- Las Palmas-Fuerteventura
- Las Palmas-Arrecife (via S.C Tenerife, Fuerteventura)
- Las Palmas-Cadis (via Fuerteventura i Arrecife)
- S.C. Tenerife-Las Palmas
- S.C Tenerife-S.C. la Palma
- S.C. Tenerife-Fuerteventura (via Las Palmas)
- S.C. Tenerife-Escull (via Las Palmas i Fuerteventura)
- S.C. Tenerife-Cadis (via Las Palmas, Fuerteventura i Arrecife)
- S.C. La Palma-S.C. Tenerife
- S.C. La Palma-Las Palmas (via S.C. Tenerife)
- S.C. La Palma-Port Rosari -Fuerteventura- (via S.C. Tenerife i Las Palmas)
- S.C. La Palma-Escull (via S.C. Tenerife, Las Palmas Port Rosari i Fuerteventura)
- S.C. La Palma-Cadis (via S.C. Tenerife, Las Palmas, Fuerteventura i Arrecife)
- Fuerteventura-Escull
- Fuerteventura-Cadis (via Escull)

### Sud-Estret
- Algesires-Ceuta
- Algesires-Tànger-Med (Marroc)
- Almeria-Melilla
- Almeria-Ghazaouet (Algèria)
- Almeria-Nador (Marroc)
- Almeria-Oràn (Algèria)
- Màlaga-Melilla